# Организация пространства
Организация пространства – комплекс услуг, включающих в себя минимизацию количества вещей, планирование и оптимизацию систем хранения с учетом индивидуальных особенностей и поддержание порядка. 
Данный вид деятельности зародился в середине 1980-х годов в Лос-Анджелесе, и с тех пор популяризируется различными телепередачами, в том числе сериалом Уборка с Мари Кондо, выпущенным в 2019 году на Netflix.
Принципы
Профессиональные организаторы помогают клиентам, как частным лицам, так и организациям, создать и поддерживать системы хранения, руководствуясь основными принципами организации пространства.
Американская писательница Джули Моргенштерн в своей книге-бестселлере «Самоорганизация по принципу “изнутри наружу”» описывает этапы организации при помощи акронима “SPACE”, в котором S означает сортировку (Sort), P – очищение (Purge), A – найти всему своё место (Assign a home), С – разложить по контейнерам (Containerize), E – поддержание порядка (Equalize). Последний шаг ("E") также подразумевает проверку работоспособности новой системы, и, при необходимости, её корректировку. Эти принципы работают в любом виде организации.
Виды услуг
Профессиональные организаторы оказывают широкий спектр услуг, к ним относятся услуги по минимизации вещей (сокращение избыточного количества бумаг, книг, одежды и обуви, предметов декора, офисных принадлежностей и т. д.) как в жилых, так и в нежилых пространствах; планирование пространства помещения (план расстановки мебели); систематизация хранения; планирование функциональной мебели; организация переезда; цифровая организация.
Кроме того, консультанты по организации пространства могут помочь владельцам бизнесов обучить сотрудников тайм-менеджменту и постановке целей, оптимизировать документооборот, организовать электронную документацию.
1. ↑  Professional organizing (англ.) // Wikipedia. — 2022-04-12.
2. ↑  Julie Morgenstern (англ.) // Wikipedia. — 2021-04-10.
3. ↑  Best Sellers: Paperback Advice. archive.nytimes.com. Дата обращения: 12 мая 2022. Архивировано 12 мая 2022 года.
4. ↑  Самоорганизация по принципу „изнутри наружу“. Система эффективной организации пространства, предметной среды, информации и времени.